# Elis Andersson (journalist)
Axel Elis Andersson, född den 23 januari 1888 i Göteborg, död där den 4 mars 1967, var en svensk litteratur- och teaterkritiker, liksom kulturredaktör och journalist, poet och aktiv inom Publicistklubben och scoutrörelsen.

## Biografi
Elis Andersson var son till banktjänstemannen Axel Andersson och Ellen Rydgren. Elis Andersson avlade studentexamen 1907 vid Göteborgs högre latinläroverk och 1911 filosofie kandidatexamen och 1913 filosofie licentiatexamen vid Göteborgs högskola.
Andersson var medarbetare i veckotidningen Hvar 8 Dag och månadstidskriften Varia 1908–1909 samt i Göteborgs-Posten från 1921 till 1953 som teater- och litteraturkritiker. Han var även aktiv inom scoutrörelsen, där han var ledamot av Svenska Scoutrådet och bidrog till rörelsens genomslag i Sverige.
År 1951 avslöjades det i en uppmärksammad rättegång att han begått övergrepp på minderåriga pojkar i scouterna. Andersson erkände ett övergrepp på en 14-årig pojke tio år tidigare och efter ett misslyckat självmordsförsök avtjänade han sex månaders straffarbete. Händelsen sammanföll med Kejneaffären och Andersson blev i denna ett exempel på vad pastor Karl-Erik Kejne och Vilhelm Moberg konspiratoriskt beskrev som en homosexuell sammansvärjning inom samhällseliten. Efter händelsen fick Andersson sparken från Göteborgs-Posten och försvann mer eller mindre från offentligheten.
Elis Andersson är begravd på Västra kyrkogården i Göteborg.

### Redaktörskap
- Spelet om Sankt Georg / av en borgare i Augsburg 1473 ; svensk bearb. av Elis Andersson. Göteborg: Göteborgs scoutkår. 1929. Libris 1334614
- Kamrater i vapenrock : hundrafemtio historier från en pristävling i Göteborgs-Posten / inledning av Elis Andersson ; teckningar av Lars Thorén. Göteborg: Medéns bokh. 1942. Libris 1417216
- Västkusten i dikten : En lyrisk antologi från Bohuslän, Göteborgstrakten och Halland / Elis Andersson, [utg.] ; med illustr. av Einar Ström. Stockholm: Bonnier. 1949. Libris 1387471